# シカゴ大学出版局
シカゴ大学出版局（シカゴだいがくしゅっぱんきょく、University of Chicago Press）は、シカゴ大学が運営する出版局。大学が運営する出版局ではアメリカ合衆国で最古かつ最大規模。これまで1万以上の著作を出版している。2016年現在、11000以上が出版、5000以上の著作が販売されている。

## 出版物
著名な作品に、英文作成上の規範的スタイルを規定した『シカゴマニュアル・オブ・スタイル』The Chicago Manual of Style、未訳、通称『シカゴマニュアル』）、トーマス・クーン『科学革命の構造』（The Structure of Scientific Revolutions、邦題『科学革命の構造』）、ノーマン・マクリーン『リバー・ランズ・スルー・イット』(A River Runs Through It、邦題『マクリーンの川』)、フリードリヒ・ハイエク『隷属への道』（The Road to Serfdom、邦題『隷属への道――全体主義と自由』）がある。社会学に関する学術誌では合衆国で最も古く（1895年に創刊）、もっとも権威のある『アメリカン・ジャーナル・オブ・ソシオロジー』（American Journal of Sociology）を発行している。